# Valentine's Day (película)
Día de San Valentín, Día de los Enamorados o Historias de San Valentín es una comedia romántica dirigida por Garry Marshall y protagonizada por Ashton Kutcher, Jessica Alba, Jessica Biel, Bradley Cooper, Jamie Foxx, Anne Hathaway, Jennifer Garner, Patrick Dempsey, Eric Dane, Queen Latifah, Topher Grace, Shirley MacLaine, Héctor Elizondo, George Lopez, Kathy Bates, así como estrellas jóvenes adolescentes como Emma Roberts, Taylor Swift, Taylor Lautner y Carter Jenkins. La película se localiza el día de San Valentín en Los Ángeles, y cuenta diez historias distintas protagonizadas por personas que están interconectadas de alguna manera. El guion fue escrito por Abby Kohn y Mark Silverstein.

## Reparto
- Jessica Alba como Morley.
- Kathy Bates como Susan Morález.
- Jessica Biel como Kara Monahan.
- Bradley Cooper como Holden Wilson.
- Eric Dane como Sean Jackson.
- Patrick Dempsey como el Dr. Harrison Copeland.
- Héctor Elizondo como Edgar Paddington.
- Jamie Foxx como Kelvin Moore.
- Jennifer Garner como Julia Fitzpatrick.
- Topher Grace como Jason Morris.
- Anne Hathaway como Elizabeth "Liz" Curran.
- Carter Jenkins como Alexander "Alex" Franklin.
- Ashton Kutcher como Reed Bennett.
- Queen Latifah como Paula Thomas.
- Taylor Lautner como William "Willy" Harrington.
- George Lopez como Alphonso Rodríguez.
- Shirley MacLaine como Estelle Paddington.
- Emma Roberts como Grace Smart.
- Julia Roberts como Capitán Katherine "Kate" Hazeltine.
- Bryce Robinson como Edison Hazeltine.
- Taylor Swift como Felicia Miller.
- Matthew Walker como Greg Gilkins.
- Jonathan Morgan Heit como Tough Franklin.
- Beth Kennedy como Ms. Claudia Smart.
- Katherine LaNasa como Pamela Copeland.
- Joe Mantegna como el conductor enojado.
- Brooklynn Proulx como Madison Copeland.
- Kristen Schaal como Ms. Gilroy
- Christine Lakin como Heather.
- Aramis Knight como voz.[2]
- Nigel Quashie como personal auxiliar.
- Ziggy Marley como Elizabeth Fitzpatrick.

## Premios y candidaturas
| Premio                       | Categoría                         | Recibidores                   | Resultados |
| ---------------------------- | --------------------------------- | ----------------------------- | ---------- |
| 2010 MTV Movie Awards        | Mejor beso                        | Taylor Swift y Taylor Lautner | Candidatos |
| 2010 Teen Choice Awards      | Mejor película: Comedia romántica | Valentine's Day               | Ganadora   |
| 2010 Teen Choice Awards      | Mejor actor: Comedia romántica    | Ashton Kutcher                | Ganador    |
| 2010 Teen Choice Awards      | Mejor actriz: Comedia romántica   | Queen Latifah                 | Candidata  |
| 2010 Teen Choice Awards      | Mejor química                     | Taylor Swift y Taylor Lautner | Candidatos |
| 2010 Teen Choice Awards      | Actriz revelación                 | Taylor Swift                  | Ganadora   |
| 2010 Teen Choice Awards      | Beso                              | Taylor Swift y Taylor Lautner | Candidatos |
| 2010 Teen Choice Awards      | Roba-escenas femenina             | Anne Hathaway                 | Candidata  |
| 2010 Teen Choice Awards      | Roba-escenas masculino            | George Lopez                  | Candidato  |
| 2010 Teen Choice Awards      | Berrinche                         | Jessica Biel                  | Candidata  |
| 37th People's Choice Awards  | Película cómica favorita          | Valentine's Day               | Candidata  |
| 31st Golden Raspberry Awards | Peor actor                        | Ashton Kutcher                | Ganador    |
| 31st Golden Raspberry Awards | Peor actor                        | Taylor Lautner                | Candidato  |
| 31st Golden Raspberry Awards | Peor actor de reparto             | George Lopez                  | Candidato  |
| 31st Golden Raspberry Awards | Peor actriz de reparto            | Jessica Alba                  | Ganadora   |

## Estrenos
| País           | Fecha de estreno      |
| -------------- | --------------------- |
| Estados Unidos | 12 de febrero de 2010 |
| Canadá         | 12 de febrero de 2010 |
| Chile          | 12 de febrero de 2010 |
| Colombia       | 12 de febrero de 2010 |
| Ecuador        | 12 de febrero de 2010 |
| España         | 12 de febrero de 2010 |
| Irlanda        | 12 de febrero de 2010 |
| México         | 12 de febrero de 2010 |
| Reino Unido    | 12 de febrero de 2010 |
| Alemania       | 18 de febrero de 2010 |
| Bélgica        | 21 de febrero de 2010 |
| Francia        | 21 de febrero de 2010 |
| Argentina      | 28 de febrero de 2010 |
| Australia      | 28 de febrero de 2010 |
| Israel         | 28 de febrero de 2010 |
| Perú           | 28 de febrero de 2010 |
| Rusia          | 28 de febrero de 2010 |